# Vương miện của Thánh Václav
Vương miện của Thánh Václav (Svatováclavská koruna) là một chiếc vương miện thuộc bộ báu vật hoàng gia của xứ Bohemia, được làm vào năm 1346. Hoàng đế Karl IV của Thánh chế La Mã, đã cho làm chiếc vương miện này để đội trong lễ đăng quang, đồng thời cũng là tưởng nhớ vị thánh bảo hộ đầu tiên của đất nước, Thánh Václav. Ngoài ra, chiếc vương miện cũng dùng để truyền lại trong lễ đăng quang cho các vị vua kế nhiệm xứ Bohemia trong tương lai. Theo lệnh của vua Karl IV, chiếc vương miện được đặt tại nhà thờ chính tòa Thánh Vitus, tuy nhiên, sau đó, vương miện lại được chuyển đến lâu đài Karlštejn. Chiếc vương miện được dùng đến lần cuối là trong lễ đăng quang của vua Ferdinand I của Áo, năm 1836.

## Miêu tả
Vương miện Thánh Václav được làm từ vàng 21 đến 22 Kara (độ tinh khiết là từ 88% đến 92%). Ngoài ra, trên chiếc vương miện còn có tổng cộng 19 viên đá Sapphire, 44 viên đá Spinel, 1 viên hồng ngọc và 30 viên ngọc lục bảo cùng 20 viên ngọc trai. Vương miện có hai vành và trên đỉnh có một cây Thánh Giá. Vương miện nặng khoảng hai ký rưỡi. Trên Thánh Giá bằng đá Sapphire còn khắc hình Chúa Giêsu bị đóng định trên Thập tự giá.

## Vị trí

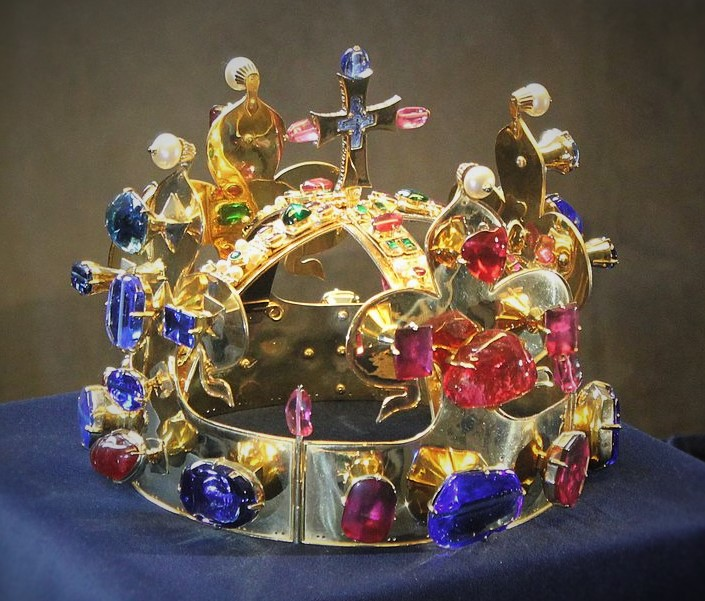
Bản phục dựng của chiếc vương miện được trưng bày tại lâu đài Praha

Không giống như nhiều bảo vật hoàng gia Châu Âu khác, vương miện của Thánh Václav bản gốc thường không được trưng bày trước công chúng, mà chỉ có một bản sao phục dựng là được trưng bày. Cùng với những chiếc vương miện khác của các đời vua xứ Bohemia, vương miện Thánh Václav được cất giữ trong một căn phòng bí mật bên trong nhà thờ chính tòa Thánh Vitus. Được biết, lối vào căn phòng này có bảy ổ khóa mà chỉ có Tổng thống Cộng hòa Séc, Chủ tịch Hạ viện, Chủ tịch Thượng viện, Thủ tướng, Thị trưởng Praha, Tổng Giám mục Praha và Tu viện trưởng tu viện của nhà thờ chính tòa Thánh Vitus là được giữ chìa khóa. Các đồ châu báu và vương miện này chỉ được lấy ra khỏi căn phòng và được trưng bày trong khoảng vài ngày, mà phải vào những dịp trọng đại, khoảng 5 năm một lần. Vương miện Thánh Václav từng được trưng bày vào tháng 5 năm 2016 để kỷ niệm 700 năm sinh thần của Hoàng đế Karl IV của Thánh chế La Mã, vào tháng 5 năm 2013, nhân ngày kỷ niệm lễ nhậm chức của một tổng thống mới của Cộng hòa Séc.

## Truyền thuyết
Theo một huyền thoại truyền đời của Séc kể rằng, bất kỳ kẻ nào soán ngôi mà đội chiếc vương miện này lên đầu thì sẽ chết trong vòng một năm. Vì đây là vương miện của Thánh Václav và chỉ có thể truyền cho một vị vua kế nhiệm hợp pháp của xứ Bohemia trong đại lễ đăng quang. Trong chiến tranh Thế giới thứ Hai, một sĩ quan cao cấp của Đức Quốc xã, Reinhard Heydrich, được cho là đã bí mật đội thử chiếc vương miện lên đầu trong khi lục soát nhà thờ chính tòa Thánh Vitus và đã bị lực lượng kháng chiến Séc ám sát trong vòng chưa đầy một năm sau đó. Mặc dù không có bằng chứng nào về việc này, nhưng truyền thuyết vẫn được cho là linh ứng và được nhiều người tin.